# Еммануель Саркі
Еммануель Саркі (англ. Emmanuel Sarki, нар. 26 грудня 1987, Кадуна, Ніґерія) — гаїтянський футболіст нігерійського походження, півзахисник футбольної команди «Вісла» що нині виступає в польській Екстраклясі.

## Клубна кар'єра
Свою футбольну кар'єру розпочав в команді «Ґрейз Інтернешенел». У 2005 році перебрався до «Лін Осло».

## Міжнародна кар'єра
Грав за юнацькі збірні Нігерії. Згодом його викликали до лав збірної Гаїті з огляду на те що його бабуся народилася на території Гаїті.